# Історія шкільництва у Львові
Школи давнього Львова відносились до інституцій, якими здавна опікувались магістрат, національні громади міста. Католицька міська школа, братські школи відносились до найдавніших на теренах України, ставши зразками при створені шкіл в інших містах.

## Міська школа
За сприянням братства літератів, що складалось з райців міста, при фарному костелі Львова 1382 року було закладено міську школу — найдавнішу відому школу на теренах України. Вона розміщувалась на ґрунті шпиталю Св. Духа під Високим муром міста. Райці призначали вчителя, здатного викладати основи наук, на утримання школи віддали частину соляного податку. Король Владислав II Ягайло надав місту привілей (1400), яким підтверджувалось виключне право магістрату закладати міську школу, керувати нею, наймати ректора і вчителів, яких лише після найму необхідно було представити пароху фарного костелу. Лише з 1514 року школа перейшла під опіку капітули Латинського собору. У школі давали знання на початковому та середньому рівнях, навчали семи вільним наукам, основам теології, церковним обрядам. Для забезпечення високого рівня освіти вчителів запрошували з інших міст Корони: зокрема, магістра Яна Тухольчика запросили з Кракова, надавши на переїзд 4 золоті (1534). За сім років Тухольчик вирішив стати духовною особою, до цього написав відому книгу про магдебурзьке право. За ректора єзуїта Бенедикта Гербеста (1555–1558) школа перетворилась на гуманітарну гімназію з досконалим вивченням грецької і латинської мов, літератури. Її вважали «колонією» Краківського університету, де викладали її давні учні Ян Ніч, Ян Леополіта старший і Ян Леополіта молодший. Б.Гербест поділив учнів на класи, ввів постійний розклад занять, коли кожного дня вивчали певну науку. У неділю вели дискусії на теми Святого Письма, ставили вистави. Вчителя школи з учнями запрошували на урочисті богослужіння до катедри з нагоди перевиборів магістрату, привітання гостей міста. Канонік капітули Адам Лонцький призначив стипендію для навчання двох бідних учнів у Краківському університеті (1616). У протесті руської громади серед завданих 1595 року кривд громаді відзначали насильне хапання на вулицях Львова руських дітей та припровадження їх до католицької школи.
Але на той час було прийнято рішення будувати костел єзуїтів на ґрунтах (1603), де серед інших будівель стояла міська школа. До середини століття через високий рівень викладання у закладі єзуїтів міська школа стала занепадати. Згідно з укладеною з єзуїтами угодою школа стала початковою, підготовчою до навчання у закладах єзуїтів. У XVII ст. учні школи відзначались не знаннями, а дебошами, бійками з русинами, євреями. Щоб приборкати школярів, єврейська громада регулярно платила ректору школи. Під кінець століття учні міської школи ще вчинили погром у братській православній школі, де побили учнів, порвали підручники. Школа припинила своє існування наприкінці XVIII ст.

## Братські школи

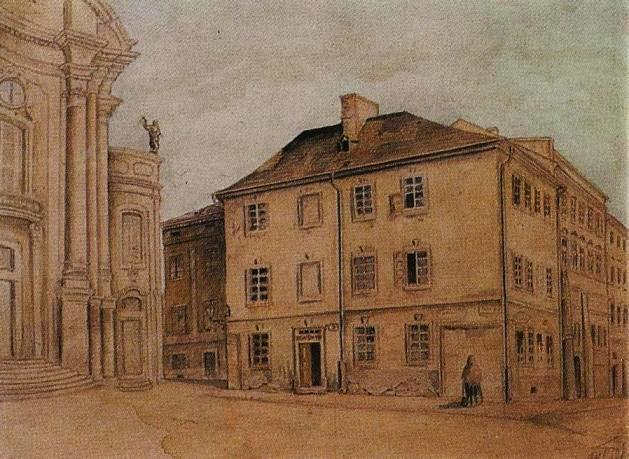
Колишня будівля братської школи. Худ. Франц Ковалишин. 1902

Львів був важливим освітнім центром українців Речі Посполитої. Найдавніша відома «руська» школа існувала вже 1546 року при Богоявленській церкві на Галицькому передмісті, яка діяла завдяки пароху церкви Антонію Іринковичу — відомому переписувачу Мінеї (1543). Згодом русини міста отримали привілей короля про право навчання їхніх дітей «вільних мистецтв» у школах Львова, інших міст (1572), антіохійський патріарх Йоаким переконував Успенське братство у необхідності навчати дітей в школі грецької і слов'янської мов. У школі вивчали слов'янську, грецьку, латинську мови (риторика, граматика, поетика), діалектику, а також арифметику, геометрію, астрономію, філософію, богослів'я, музику. При створенні школи братчики очевидно рівнялись на слов'яно-греко-латинський Острозький колегіум і прагнули підвищувати рівень викладання. Для потреб школи, підтримання належного рівня навчання була викуплена друкарня Івана Федорова, який ще 1574 надрукував у Львові «Буквар». Задля забезпечення навчального процесу, його організації, визначення принципів навчання було видано «Порядок шкільний», де зазначалась рівність учнів незалежно від заможності батьків. Братська друкарня отримала право друкувати шкільні підручники від константинопольського патріарха Єремії ІІ (1589). Православний синод у Бересті затвердив підпорядкування школи при Успенській церкві братству (1590), що за два роки підтвердив король Зиґмунд ІІІ Ваза. Одночасно король підтвердив, що школа навчає учнів «вільним мистецтвам», тобто є школою вищого рівня. Було введено навчання латини. Братська школа знаходилась у будівлях кварталу біля Успенської церкви, займаючи приміщення у двоповерховій кам'яниці і одноповерховому дерев'яному будинку, льохи яких братчики винаймали купцям. Учні жили при школі у бурсі під наглядом вчителів. Учні утримувались на кошти братства, яке оплачувало харчування, кухаря, та заробляли кошти самі, навчаючи дітей, виступаючи з хором. Але у XVII ст. через піднесення викладання в Києві, загальну ситуацію рівень викладання понизився. З 1630-х років через відсутність викладачів викладання грецької мови переривалось на тривалий час. Кількість викладачів зменшилась до двох. Хоча Ставропігійське братство володіло привілеєм (1591) на виключне право утримувати школу у Львові, школи існували майже при всіх передміських церквах Львова на початку XVII ст. і отримували посильну допомогу від міського братства.
Також школи існували при церквах Св. Миколая, Параскеви П'ятниці, Теодора Тіронського, Благовіщення Богородиці, Воскресіння Христового.

## Вірменська школа
При Вірменському соборі діяла національна школа, у якій на початку XVII ст. навчали близько 80 хлопчиків граматики, арифметики, риторики, музики, вірменських традицій. На початок XVII ст. існували кам'яні будівлі літньої і зимової школи. При Вірменському соборі знаходився вардапет (вчитель), в обов'язки якого входило збереження, тлумачення церковних притч, в тому числі і Святого Писання. Громада давала кошти на утримання школи, вчителя, який безкоштовного проживав з сім'єю у кам'яному будинку при шпиталі. У заповітах було прийнято відписувати кошти послідовно на церкву, монастирі, шпиталь, школу, священикам і лише потім родичам. Вірмени запросили 1624 вчителем до школи мандрівника і письменника Симеона Лехаці із Замостя, який протягом 12 років здійснив подорож до Палестини, Венеції, Риму, де його прийняв папа Павло V. Подорож він описав у «Подорожніх нотатках», де залишив опис Львова. За письмовою угодою на рік його плата вчителя становила 300 золотих крім отримуваних прибутків від священиків, громади, з поминок. Лехаці не надто приязно висловлювався про вірменське духовенство міста, яке не володіло вірменською мовою, а користувалось вірмено-кипчацькою мовою.

## Жидівська школа

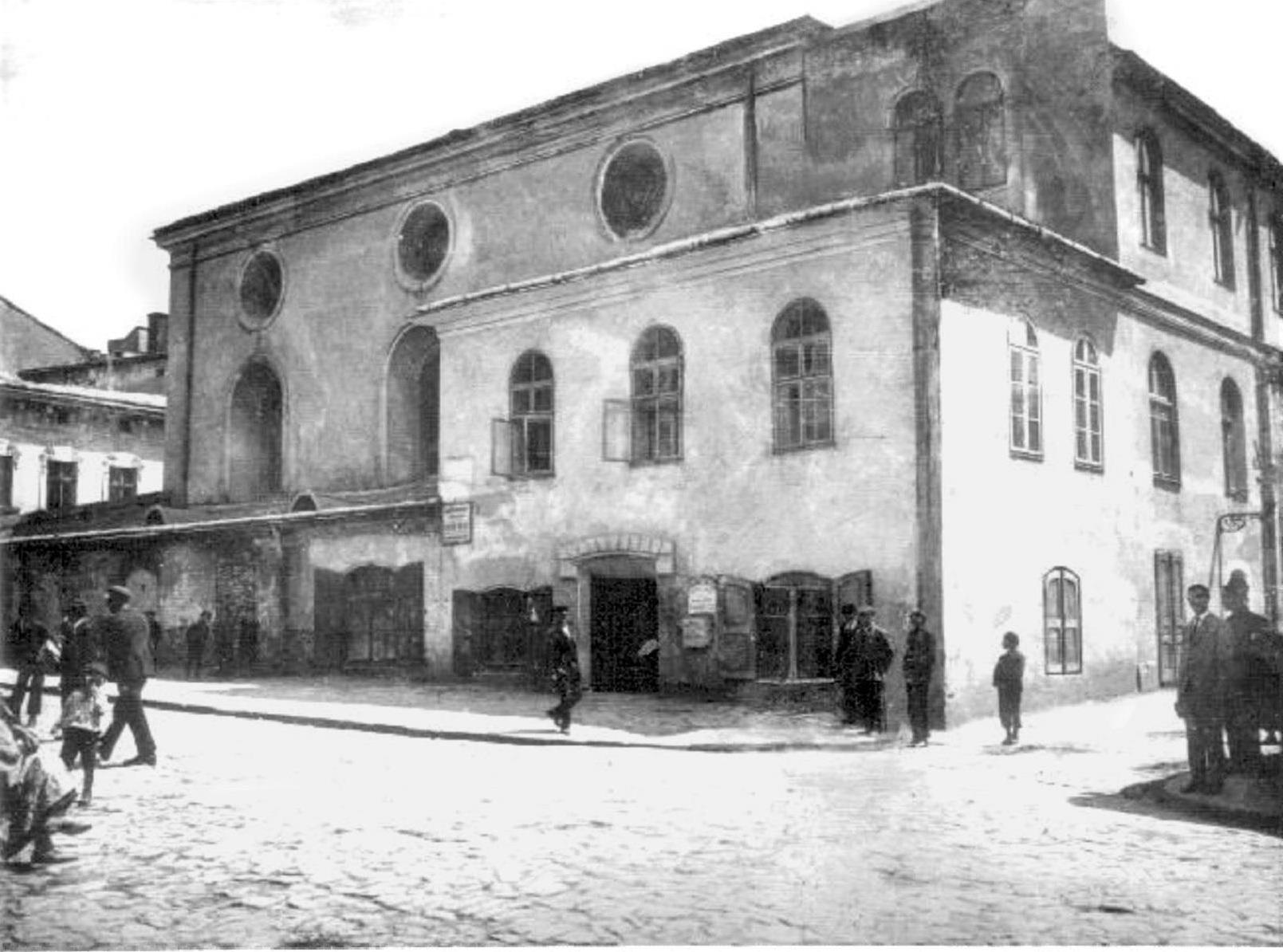
Велика синагога Краківського передмістя

При синагогах відбувалось навчання єврейських хлопчиків, що мало релігійніший характер, і складалось з навчання у початковій школі хедері, підготовчої школи Талмуд-Тори та вищої єшиви. Громада утримувала хедер і визначала правила навчання у ньому, контролюючи вчителя «меламеда», який з 3-5 років навчав хлопчиків азбуки і читання текстів, вивченням Талмуду. Світських предметів у хедері не навчали. Вивчення Талмуду продовжували при синагогах у бейт-мідрашах, які знаходились при Великій міській синагозі і Великій синагозі Краківського передмістя.
На вулиці Жидівській (Івана Федорова 28) Ісраель Іосифович 1590 року купив кам'яницю, де його тесть Єшуа Фальк відкрив одну з найвідоміших тоді у Речі Посполитій, Європі вищу талмудичну школу «єшиву».

## Професійне навчання
Для навчання ремеслам у цехах майстри набирали учнів з 12 років. Майстру дозволяли одночасно навчати 3-4 учнів, за що їхні батьки платили до скарбниці цеху від 6 грошів до 6 золотих. Після проходження 2 місячного випробного терміну навчання тривало ще близько 3 років. Після завершення навчання учень вносив в цехову скарбницю плату від 10 золотих, після чого його заносили в цехову книжку підмайстром (челядником), але змінити майстра міг не раніше як за півроку. Для удосконалення майстерності, здобуття нових знань челядник повинен здійснити подорож по інших містах, країнах, де найматись челядником до цехів інших міст. Лише через три роки підмайстер отримував право просити цех провести екзамен на отримання звання майстра. При згоді цеху кандидат сплачував від 10 золотих і у присутності майстрів повинен був виготовити певний виріб.